# 乔希·格兰特
乔舒亚·戴维·格兰特（英語：Joshua David Grant，1967年8月7日—）是美国NBA联盟前职业篮球运动员。他在1993年的NBA选秀中第2轮第43顺位被丹佛掘金选中。